# Susanne Schuster
Susanne Schuster (Bietigheim, 9 maggio 1963) è un'ex nuotatrice tedesca occidentale.

## Carriera
Ha fatto parte della staffetta che ha vinto la medaglia di bronzo nella 4x100m stile libero alle Olimpiadi di Los Angeles 1984.

## Palmarès
- Giochi olimpici estivi

Los Angeles 1984: bronzo nella 4x100m stile libero.